# Una noche cualquiera
Una noche cualquiera es una película en blanco y negro de Argentina dirigida por Luis Mottura sobre el guion de Julio Porter según la obra Una sera come un altra de Pietro Tellini que se estrenó el 21 de junio de 1951 y que tuvo como protagonistas a Pepe Arias, Elena Lucena, Mario Fortuna y Gregorio Cicarelli.

## Sinopsis
Un actor fracasado que quiere obtener dinero de su tío para montar una obra teatral busca una mujer y un niño para hacerles pasar por su esposa e hijo.

## Reparto
- Pepe Arias
- Elena Lucena
- Mario Fortuna
- Gregorio Cicarelli
- Panchito Lombard
- María Gámez
- Oscar Villa
- Mario Faig
- Santiago Rebull
- Cayetano Biondo
- Luis García Bosch
- Ana Morena
- Liana Noda
- Rodolfo Crespi
- Carlos Morasano
- Olga Caride
- Antonio Alemán

## Comentarios
La revista Set dijo:

”De un comienzo feliz con escenas y dichos de amplio efecto en el espectador, deriva al promediar su desarrollo en un insulsotema romántico que desconforma y desorienta al público .”

La Razón comentó:

”No es nuevo ni original el tema…pero rinde su eficacia por el acento humano de sus personajes y el ambiente pintoresco que le sirve de marco.”